# Стрига (фильм)
«Стрига» (англ. Strigoi, 2009) — британський комедійний фільм жахів, за мотивами румунської міфології. Сюжет включає в себе особливий різновид вампірів, яких називають «стригами».

## Сюжет
Після невдалої спроби влаштуватися в Італії, Влад повертається в румунське село до свого діда, де намагається розслідувати загадкову смерть місцевого старого алкоголіка. Сліди злочину ведуть його до колишнього комуніста Костянтина Тіреску, зіткнення з яким дає зрозуміти, що багатющий землевласник і його дружина перетворилися на справжнісіньких кровососів.